# Beřkovský ze Šebířova

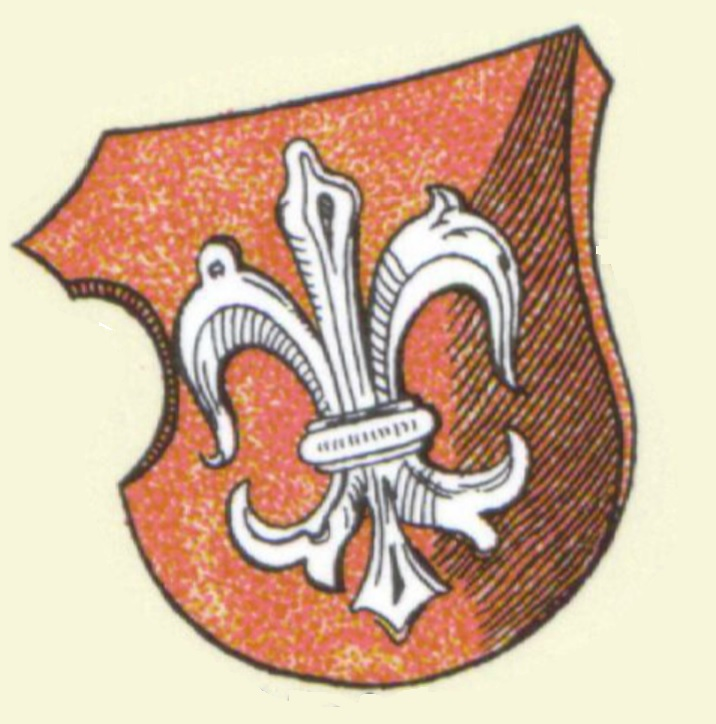
Wappen

Beřkovský ze Šebířova  (deutsch Berschkowitz von Šebířov) war ein altes böhmisches Adelsgeschlecht, das seit Mitte des 15. Jahrhunderts bis zum Jahr 1700 schriftlich nachgewiesen ist.

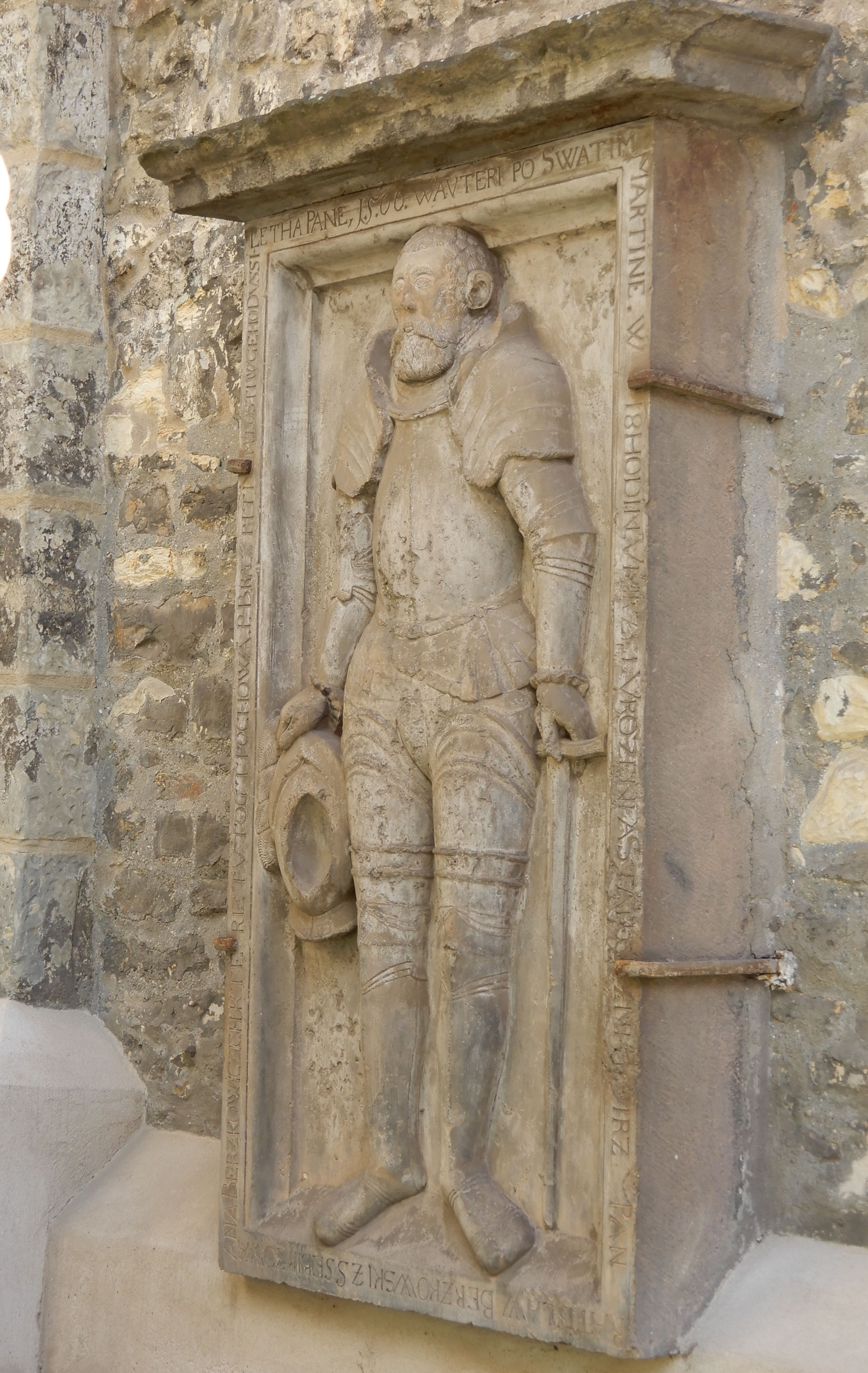
Radslav II. Beřkovský von Šebířov († 1560), Grabstein bei der Kirche hl. Heinrich in Prag – Neustadt

## Geschichte
Der Ursprung des Geschlechts liegt in Šebířov. Nachdem die Vladiken von Šebířov 1452 die Herrschaft Unter Berschkowitz von den Kaplirz de Sulewicz erworben hatten, nannte sich das Geschlecht Beřkovský von Šebířov.
Ihnen gehörten kleine Höfe in der Region Tábor und seit 1513 Liboch bei Mielnik, wohin Radslav I. Beřkovský ze Šebířova seinen Sitz verlegte. 
1597 verkaufte Mikuláš Beřkovský, der 1596 das Gut Košetice erworben hatte, den ursprünglichen Sitz an den Meißner Ritter Sigmund Wilhelm von Bellwitz und Nostitz. Mikuláš Beřkovský fiel 1620 in der Schlacht am Weißen Berg. Er war mit Anna Juliane von Schwarzburg-Arnstadt verheiratet.
Die Beřkovský waren auch in diplomatischen Funktionen tätig und hielten sich auf dem königlichen Hof auf. Nach der Schlacht am Weißen Berg flohen sie und beteiligten sich an Eroberungszügen der Schweden. Das Geschlecht überlebte das Dreißigjährigen Krieges und starb mit Jan Jaroslav († 1700) aus.
In Tschechien existiert heute ein Verein, der an das Leben des Geschlechts erinnert.

## Persönlichkeiten
- Radslav I. Beřkovský von Šebířov (1476–1537), Oberster Landschreiber Böhmens
- Radslav II. Beřkovský von Šebířov († nach 11. November 1560 in Prag)